# Боленго
Болѐнго (на италиански: Bollengo; на пиемонтски: Bolengh, Боленг) е село и община в Метрополен град Торино, регион Пиемонт, Северна Италия. Разположено е на 255 m надморска височина. Към 1 януари 2023 г. населението на общината е 2108 души, от които 127 са чужди граждани.

## География, административно деление и население
Намира се на западните склонове на Мореновия релеф „Ла Сера ди Ивреа“, в североизточната част на Метрополен град Торино, граничеща с Провинция Биела. Простира се в малката междуморенна долина Риале и покрай две пътни артерии. Територията му е с неправилен геометричен профил и с подчертани височинни вариации.
На територията му минава поклонническият път Виа Франчиджена. Селото е част от Европейската асоциация на Виа Франчиджена.
Граничи със следните 7 общини: Буроло, Палацо Канавезе, Торацо,  Албиано д'Ивреа, Маняно, Ивреа и Адзельо.
Има следните подселища (на итал. frazioni) и местности: Албарето, Бозе, Бридола, Бролина, Гамбоне, Гуй, Джерболе, Джоркина, Капелина, Мартинето, Монтичели, Коста, Кастелацо, Маурана, Оберджо, Омбрекио, Пиане, Паерно, Понтас-Барке, Рода, Салекио, Самбуко, Трамвай, Сан Мартино, Сан Пиетро ди Песано, Фазонера.
Намира се на 49 км от Торино и на 97 км от Милано.
На територията му се намира Синьото езеро, където се практикува спортен риболов, както и няколко водни потока: Рио Морто, Рио Албера, Рио Виняроса, Рио Инкиля, Рио Мулини.
Към 1 януари 2023 г. населението на общината е 2108 души, от които 127  чужди граждани, сред които преобладават тези на Румъния – 63 души. Български граждани липсват.

## Топоним
Най-вероятно името „Боленго“ е свързано с галските или лигурските думи boléngh и boia със значението на „езерце“, „малко блато“ на пиемонтски; топонимът е подкрепен от множеството езерни басейни навсякъде из околността, в подножието на морените.
Най-старите свидетелства за името са от 1001 г. под формата на Bolenco, Bolinco и Bolenc, и водят до хипотезата за наличие на латинизирания лигурски суфикс -incus, използван за образуване на имена на жители.

## История
Вероятно възниква през римско време. Там минава Via delle Gallie (на лат. via Publica или strata Publica) – римски консулски път, построен от Октавиан Август за връзка на долината на река По с Галия.
През Средновековието територията на Боленго, бидейки гранична, е оспорвана от Ивреа и Верчели.
През X век територията му включва три малки населени места: Боленго (главно селище), Паерно и Песано. В нач. на XII век, с цел противопоставяне на експанзията на Верчели, по нареждане на град Ивреа е започнат строеж на свободен от налози укрепен замък. Целта е там да се преместят жителите на трите селища и за целта им е обещан статут, равен на този на жителите на Ивреа.
Строежът на замъка и на укрепения заслон завършва през 1250 г., но там се преместват единствено жителите на Паерно и Песано, чиито селища изчезват впоследствие. От двете селища са останали малко следи в днешно време: от Паерно е внушителната камбанария с име „Чукарун“, извисяваща се самотно на поле сред горите на Мореновия релеф „Ла Сера ди Ивреа“, някога принадлежала на романската църква „Св. Мартин“ и разрушена през XVIII век с епископски указ. От Песано е намиращата се в днешно Боленго романска църква с камбанария „Св. Св. Петър и Павел“, активна до 1887 г.
Връзката на Боленго с Ивреа продължава и през XIV век с налагането на Савойското господство.
В модерната епоха пиемонтските владетели дават Боленго като феод на древния пиемонтски благороднически род Фриджерио, който притежава владения между Вале д'Аоста и Канавезе. Важен негов представител е Бонифаций Енрико Фриджерио († 1838), граф на Брюсон, който развива забележителна политическа кариера в Наполеоновото кралство в Италия и става сенатор.
Връзките на Боленго с голямата италианска политика продължават и през XIX век благодарение на Доменико Марко († 19 март 1889) – адвокат и политик, депутат на Кралство Сардиния, който след Обединението на Италия заема важни длъжности на различни места в Италия, вкл. и в град Калтанисета, където допринася за основаването на първата публична библиотека в града – Скарабели.
Боленго има и значимо религиозно присъствие благодарение на бившата Обител на салезианците, седалище на йезуитите от векове, а след това и на салезианците до 1968 г.

## Икономика
В областта на селското стопанство се отглеждат пшеница, зърнени култури, зеленчуци, грозде за вино, говеда, кози, овце, свине, птици, коне. Има силно развит инндустриален сектор с компании за производство на млечни продукти, храни, напитки, опаковки, дървообработване, строителни материали, обработка на камък, металургия, механика, производство на селскостопанска техника, офиси, компютри и компютърни системи, мебели и строителство. Третичният сектор се състои от достатъчна дистрибуторска мрежа, както и набор от услуги, които включват банкиране и недвижими имоти.

## Забележителности

### Религиозна архитектура

#### Енорийска църква „Св. епископ Евсебий“
(Parrocchiale di Sant'Eusebio Vescovo)

#### Църква „Св. Св. Петър и Павел“
Църквата (Chiesa dei santi Pietro e Paolo): романска църква с камбанария, разположена на поклонническия път Виа Франчиджена, действаща до 1887 г. Има форма, която не е много разпространена в Канавезе: камбанария на фасадата, подравнена с централния кораб на църквата. В камбанарията се намира входът към църквата, състоящ се от тесен бъчвовиден проход.

#### Камбанария на Св. Мартин (Чукарун)
Камбанарията (Torre campanaria di San Martino, Ciucarun): постройката, чиито архитектурни особености я причисляват към XI век, се извисява самотно на полето сред горите на Мореновия релеф „Ла Сера ди Ивреа“. Навремето е част от романската църква „Св. Мартин“, която е разрушена през 1731 г. с епископски указ. Първият документ, касаещ църквата, датира от основаването през 1250 г. на укрепеното селище Боленго по волята на Ивреа. По този повод населението на Паерно и други съседни села получава заповед да напусне домовете си и да се премести в новото село. Няколко десетилетия в Паерно не остава нищо друго освен каменната църква с камбанарията – дълго време място за поклонение на местното население, традиционно посветено на Св. Мартин. Прогресивното влошаване на сградата е документирано в текст от 1477 г., когато тя престава да бъде автономна енория и продължава да функционира само като ораторий.

### Градска архитектура

#### Замък на Боленго
Замъкът (Castello di Bollengo) е от средновековен произходː изграждането му приключва през 1250 г. 
От 1708 до 1798 г. принадлежи на графовете Дентис, а след тяхното изчезване има различни собственици, сред които и братя Ларги от Верчели. Те го превръщат във великолепна вила, която впоследствие е закупена от сенатор Константино Нигра, чийто благороднически герб все още се вижда на фасадата. Нигра напуска замъка след смъртта на брат си и поради конфликт с общината и той отива у неговите роднини Дероси. От 1907 до 1919 г. е в ръцете на френските йезуити, принудени да напуснат Франция, с техния колеж „Свети Лудвиг Гонзага“. В този период колежа завършват над 450 души през този период и те стават видни лица в политиката, правото и медицината във Франция. Французите посещават замъка много пъти, последният от които на 2 юни 1963 г. На тях се дължат много снимки както на замъка, така и на самото Боленго.
От 1921 до 1932 г. замъкът е седалище на Националната служба за майчинство и детство (ONMI) –  италианска социална организация за защита и защита на майки и деца в затруднено положение. През 1932 г. той става седалище на испанските йезуити, принудени да напуснат Испания. От 1939 г. в него се настаняват салезианците. Сред известните личности, получили свещенически сан в Боленго, е кардинал Тарчизио Бертоне – държавен секретар и камерлинг на Светата Римска църква. До началото на 1960-те г. замъкът е салезиански институт за мисионери, ежегодно подготвящ около 30 свещеници за салезианските домове по целия свят. Навремето има красив парк с дървена алея и открит плувен басейн. 
Към 2020 г. басейнът е обрасъл с растителност, а залите на замъка са разрушени, вкл. красивата оригинална църква и театърът. Въпреки упадъка внушителната сграда се извисява над селото и околността.

#### Вила „Виняроса“
Вила „Виняроса“ (Vignarossa) за пръв път е спомената през XVII век. Нейни собственици са графовете Пинкия, които живеят там шест месеца в годината. От 1713 г. до 1849 г. в нея се помещава Институтът за духовни упражнения. В нея има и богата библиотека. На 25 и 26 март 1849 г. вилата е разграбена от войските, идващи от Новара.
От графовете Пинкя тя минава в ръцете на барон Луиджи Дамиано Буска и след това у съпругата му баронеса Енрикета Баукиеро Паолети дел Меле, която живее във вилата със сестра си Ерминия и води пищен живот. След смъртта ѝ през 1909 г. вилата отива у сестра ѝ, която я дава на Института за вдовици и неомъжени жени. Той настанява над 25 души, но престава да развива благотворителната си дейност през януари 1966 г. Във вилата остава старият ѝ пазач.
През 1973 г., вече разграбена след множество вандалски прояви, вилата преминава у ЕNA (Общинска служба за помощ) и впоследствие у Община Боленго. Тя отчуждава вилата от части лица за сметка на построяване на детска градина в местност Сант Еузебио (там днес се намира красив каменен фонтан, който идва от вилата). Днес вилата е реставрирана и е жилищна сграда.

## Събития
- Карнавал на Боленго – две недели преди Пепеляна сряда
- Панаир на традиционни продукти – през май
- Патронен празник на Св. Евзебий – първа неделя на август

## Образование
- Една държавна детска градина
- Едно държавно начално училище от 1-ви до 5-и клас вкл.
- Средни училища – в село Буроло на 1,3 км и в град Ивреа на 5,7 км
- Гимназии – в град Ивреа

## Култура
- Градска библиотека „Ецио Филипи“
- Театри, кина и музеи – в град Ивреа, на 5,7 км

### Религиозни центрове
- Католическа енорийска църква „Св. епископ Евзебий“ (Parrocchia di Sant'Eusebio Vescovo)
- Католически параклис „Св. Бернардин“ (Cappella di San Bernardo)
- Католически параклис „Св. Рох“ (Cappella di San Rocco)
- Католически параклис „Св. Мария“ (Cappella di Santa Maria)[14]

## Спорт
- Аматьорски футболен клуб „Боленго Албиано Мореника“ (U.S.D. Bollengo Albiano Morenica[15])
- Общинска фитнес зала
- Поле за минифутбол
- Тенис кортове (Campi da tennis G. Bravo)
- Спортно поле (Campo sportivo G. Gaglione)
- Солариум, басейн и спортен риболов „Синьо езеро“ (A.S.D. Lago Just Blu[16])

## Транспорт
- ЖП гара – в град Ивреа по линията Кивасо-Аоста, на 6 км
- Летища – въздушната връзка за вътрешни и международни полети се осигурява от летище Торино Казеле, на 56 км; за директни междуконтинентални линии се използва летище Милано Малпенса, на 92 км
- Пристанища – в Генуа, на 173 км
- Първостепенен междуградски път SS n. 228 на езерото Вивероне
- Автомагистралата А5 Торино-Аоста с достъп от място за такса на Ивреа, на 7 км
- Междуградски автобусни линии на Джи Ти Ти: 154 Сант'Анна-Боленго-Белависта (линия 1)

## Известни личности
- Бонифачо Енрико Фриджерио, граф на Брюсон (* 15 април 1764 в Пон Сен Мартен, † 31 август 1838 в Боленго) – италиански политик, сенатор на Кралство Италия (1805-1814), губернатор на Аоста и председател на Асамблеите на Вале д'Аоста
- Доменико Марко (* 9 февруари 1816 в Боленго, † 19 март 1889 пак там) – италиански префект, адвокат и политик.